# Star Trek: La nova generació temporada 3
La tercera temporada de la sèrie de ciència-ficció de televisió estatunidenca Star Trek: La nova generació va començar a emetre's en redifusió als Estats Units el 25 de setembre de 1989 i va concloure el 18 de juny de 1990, després de l'emissió de 26 episodis. Ambientada al segle XXIV, la sèrie segueix les aventures de la tripulació de la nau estel·lar de la Flota Estel·lar Enterprise-D. Aquesta temporada va comptar amb el retorn de Gates McFadden com a Dra. Beverly Crusher després de ser substituïda per Diana Muldaur per a la segona temporada. La temporada també va veure el debut de diversos actors que reapareixerien en els mateixos papers i d'altres al llarg de la franquícia, com Dwight Schultz com el tinent Reginald Barclay i Tony Todd com a Kurn.
Es van produir més canvis al personal de redacció, amb Michael Piller incorporat com a productor executiu després que Michael Wagner va ocupar el càrrec durant tres setmanes. Ronald D. Moore també es va unir al personal després de l'enviament d'un guió per a "L'aliança". Hans Beimler, Richard Manning, Melinda M. Snodgrass i Ira Steven Behr van deixar la sèrie al final de la temporada. L'actor Wil Wheaton també va demanar marxar seguint la manera com va ser escrit el seu personatge, Wesley Crusher, durant la temporada, una decisió de la qual es va lamentar més tard. Altres canvis inclouen una modificació a la seqüència d'obertura i canvis als uniformes de la Flota Estel·lar de la sèrie.
La temporada va començar amb puntuacions Nielsen de 10,8 per a "Evolució" i l'episodi amb més puntuació va ser "L'Enterprise del passat", que va obtenir 11,9. Aquesta va ser la valoració més alta rebuda des del sisè episodi de la primera temporada. La puntuació més baixa de la temporada la va rebre el 23è episodi, "Ménage à Troi", que va rebre una puntuació de 9,1. Després d'un parell de disminucions inicials de la classificació, els episodis de la segona meitat de la temporada van tornar al tercer lloc de la seva franja horària. La temporada va ser ben rebuda per la crítica, que la va qualificar com una de les millors de la sèrie. Es van elogiar particularment diversos episodis com "L'Enterprise del passat", "Els pecats del pare" i la primera part de "El bo i millor d'ambdós dos mons". Els box sets de la temporada s'han llançat tant en DVD com en Blu-ray, i "El bo i millor d'ambdós dos mons" va rebre una estrena limitada a les sales.

## Producció

### Escriptura

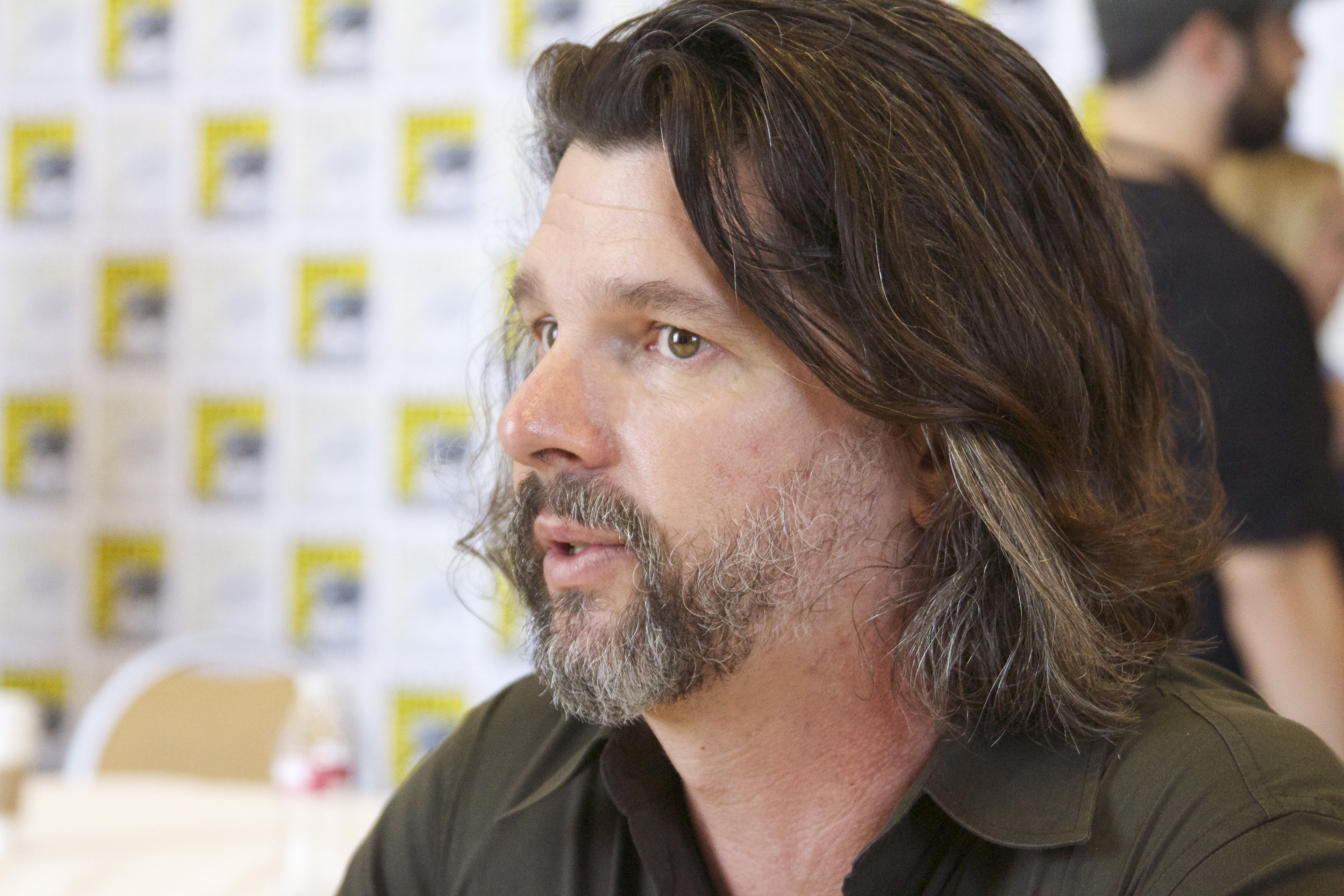
Ronald D. Moore es va unir a l’equip de La nova generació durant la tercera temporada després d'enviar un guió especificat.

L'escriptor sènior Maurice Hurley va marxar al final de la segona temporada, i Michael Wagner va ser portat al programa pel productor executiu Rick Berman. El mandat de Wagner va ser breu, faltaven tres setmanes, i va recomanar a Michael Piller que el substituís. Wagner i Piller van treballar anteriorment junts a la sèrie de televisió estatunidenca de 1988 Probe. L'agent de Piller li va aconsellar que no s'unís a Star Trek ja que seria "encasellat com a escriptor autònom"", però va ignorar el consell També voldria marxar al final de la temporada, però es va quedar després que Berman i el creador de la sèrie Gene Roddenberry el van convèncer Piller va escriure l'inici de la temporada, "Evolució" i va ser productor executiu a partir de "L'aliança" Va explicar al personal de redacció que hi havia dos requisits per a cada episodi, dient que "cada episodi tractarà sobre el creixement d'un personatge. I cada episodi ha de tractar sobre alguna cosa".
La temporada també va veure promocions internes al personal de redacció existent. Tant Hans Beimler com Richard Manning van ser anteriorment coproductors, mentre que Melinda M. Snodgrass va ser prèviament consultora de guió executiu Després de "El factor venjança", Ira Steven Behr es va unir a l'equip com a productor d'escriptors. Els quatre guionistes van abandonar la sèrie al final de la temporada. Behr es convertiria en productor executiu de Star Trek: Deep Space Nine. Richard Danus també va exercir com a editor executiu de la història entre "La trampa explosiva" fins a "L'Enterprise del passat". Amb la política de portes obertes a l'script specs de Piller, va veure el primer guió de Ronald D. Moore amb "L’aliança". A causa del seu èxit amb aquest guió, posteriorment va ser contractat com a editor executiu de la història per a "Els pecats del pare" en endavant.
A causa de la forma en què el seu personatge va ser escrit durant la tercera temporada, l'actor de Wesley Crusher Wil Wheaton va demanar que fos eliminat de la sèrie. Va ser una decisió que va lamentar més tard, ja que es va adonar que tot el repartiment principal fora de Picard, Riker i Data tenien papers similars en aquell moment. Va elogiar l'escriptura de Moore a "L'aliança" i Piller a "Evolució", i va dir que "L'Enterprise del passat" era un dels seus episodis preferits. La temporada també va veure una relaxació en la direcció anterior de Gene Roddenberry a La nova generació sobre no poder tocar aspectes de La sèrie original. Això es va veure a l'episodi "Sarek", però es va relacionar específicament amb el final de l'episodi on el capità Jean-Luc Picard esmenta Spock durant una fusió mental amb Sarek. Piller va descriure aquest acte com "l'avenç que ens va permetre obrir les portes, que ens va permetre començar a abraçar el nostre passat".

### Càsting

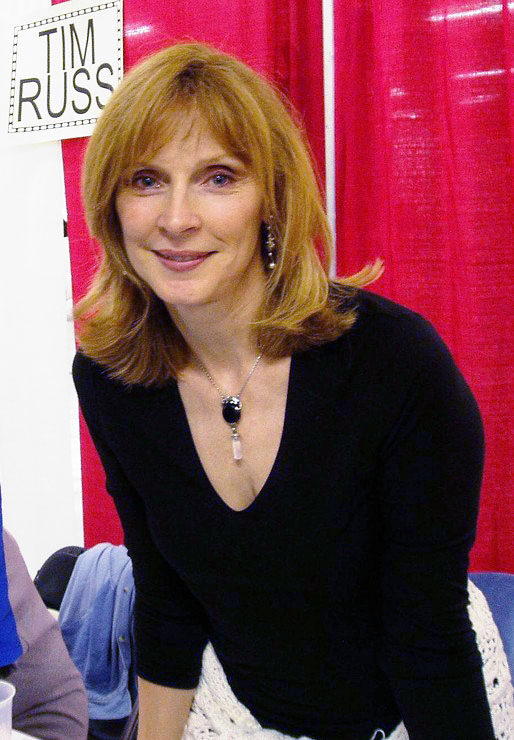
La tercera temporada va veure el retorn de Gates McFadden al paper principal del repartiment de la Dra. Beverly Crusher.

Gates McFadden va tornar al paper de Doctora Beverly Crusher a la tercera temporada, el personatge havia estat escrit per a la segona temporada i substituït per Diana Muldaur fent de Doctora Katherine Pulaski. Roddenberry s'havia assegurat que Crusher no fos eliminada permanentment per permetre el seu retorn en el futur. Keith DeCandido va culpar de la seva marxa a Maurice Hurley. Després que abandonés la sèrie, McFadden va tornar. Al final de la temporada 2, el productor va preguntar a Patrick Stewart què volia i va demanar nous uniformes, més escenes d'acció i que Diana Muldaur fos acomiadada i McFadden tornés.
La tercera temporada va veure més aparicions per a diversos personatges recurrents de la franquícia, inclòs John de Lancie com a Q a "El déja Q", Majel Barrett com a Lwaxana Troi a "Ménage à Troi", que havien aparegut en diversos episodis de temporades anteriors. També va presentar una aparició de Mark Lenard com a Sarek. Lenard havia aparegut anteriorment en aquest paper a l'episodi "Viatge a Babel" de Star Trek (sèrie original) així com a la franquícia de pel·lícules. Denise Crosby, el personatge de la qual Tasha Yar va ser assassinat a l'episodi "Pell de diable" de la primera temporada, va tornar a "L'Enterprise del passat" a causa dels canvis a la línia de temps que es veuen a la sèrie. Els esdeveniments d'aquest episodi establirien aparicions a "La nova generació" per a l'actriu com el personatge mig romulà Sela en temporades posteriors.
La temporada també va comptar amb la primera aparició d'actors que més tard reapareixerien tant a La nova generació com a sèries posteriors de la franquícia. Aquests inclouen Tony Todd com a Kurn, el germà de Worf, que apareixeria en aquest paper més tard a la sèrie i també a Star Trek: Deep Space Nine."Recerques en el buit" va marcar la primera aparició de Dwight Schultz com a tinent Reginald Barclay a la franquícia. Es convertiria en un personatge recurrent de la sèrie, i va aparèixer en diversos episodis de Star Trek: Voyager i la pel·lícula Star Trek: First Contact (1996) . Schultz havia estat conegut anteriorment pel seu paper de H. M. Murdock a la sèrie de televisió The A-Team.

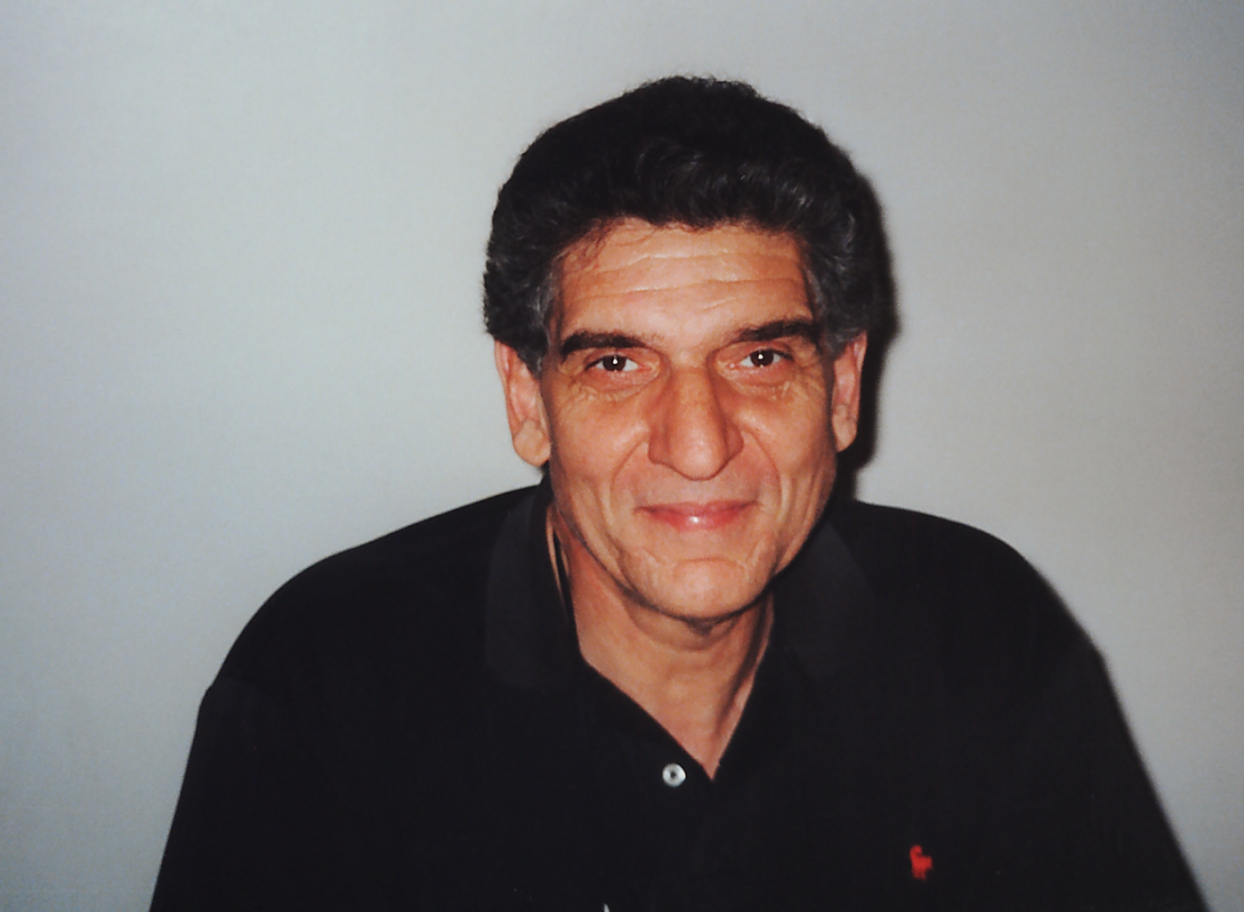
Andreas Katsulas va fer les seves primeres aparicions com a Tomalak durant la tercera temporada.

Susan Gibney va aparèixer com el Dr. Leah Brahms a "La trampa explosiva", i més tard tornaria en aquest paper a "Bebè galàctic". Gibney també va ser considerada per al paper de la capità Janeway a Voyager i va interpretar la capitana Erika Benteen a l'episodi de Deep Space Nine "Paradise Lost". Un actor que més tard va obtenir un paper recurrent a Deep Space Nine després d'una aparició a la tercera temporada de La nova generació va ser Max Grodénchik. Va aparèixer com el ferengi Sovak a "Les vacances del capità", i com un altre ferengi a "La parella perfecta" de la cinquena temporada. A DS9, va ser llançat inicialment com a "Ferengi Pit Boss" a l'episodi pilot, "Emissary". Aquest personatge aviat es convertiria en Rom, que al final de la sèrie era el líder de la seva carrera. Jennifer Hetrick també va fer la seva primera aparició a "Les vacances del capità" com a Vash. També apareixeria com aquest personatge a "Qpido" i a "Q-Less" a "Deep Space Nine".
Andreas Katsulas va fer les seves primeres aparicions com el romulà Tomalak a "L'enemic" i "El desertor." Més tard reapareixeria en episodis de temporades posteriors, tant a "Futur imperfecte" com al final de la sèrie "Totes les coses bones... ". Charles Cooper i Patrick Massett van aparèixer com a K'mpec i Duras respectivament a "Els pecats del pare", i també apareixeria en aquests papers una vegada més a "Reunió" a la quarta temporada. Diversos altres actors també van aparèixer durant la temporada en papers destacats d'estrella convidada, com Saul Rubinek, Tricia O'Neil, Harry Groener i James Sloyan. Groener va tornar a Star Trek durant l'última temporada de Star Trek: Enterprise amb un paper diferent durant els episodis "Demons" i "Terra Prime".

### Tripulació i efectes
Robert Blackman es va unir a la tripulació abans de l'inici de la temporada com a dissenyador de vestuari. Havia estat recomanat pel seu predecessor, Durinda Rice Wood. Més tard va recordar que no estava interessat en la feina i només va prendre l'entrevista com un favor, però va quedar tan impactat per l'entusiasme del productor David Livingston que va acceptar el càrrec. Una de les seves tasques va ser redissenyar els vestits de la Flota Estel·lar que s'havien utilitzat durant les dues primeres temporades. Les versions anteriors estaven fetes de spandex i van causar problemes d'esquena al repartiment. Els vestits nous costaven 3.000 dòlars i estaven fets d'una gabardina de llana.
Amb el permís de Roddenberry, Blackman va canviar el color primari dels uniformes a negre amb només blocs de vermell, daurat o blau per significar la branca. Amb aquest canvi es pretenia posar en escena les cares del repartiment i suavitzar les seves figures a la pantalla. Mentre que els vestits dels homes es van convertir en vestits de dues peces, els vestits per a McFadden i Marina Sirtis van romandre com a granotes que les obligaven a mantenir un pes específic cadascuna. Va ser després de la introducció d'aquests vestits que es va donar el sobrenom de "Maniobra de Picard" a l'hàbit de Patrick Stewart de tirar cap avall la túnica de l'uniforme. Blackman també va revisar els uniformes de l'almirall de la Flota Estelar, i va treballar en una varietat de vestits alienígenes, com ara vestits dissenyats de klíngons i vulcanians.
El productor associat Peter Lauritson va ser ascendit a coproductor i tant Michael Okuda com Rick Sternbach van rebre el títol addicional de consultor tècnic a causa del nivell d'ajuda tècnica que havien estat donant al escriptors des de l'inici de la sèrie. La seqüència d'obertura de la sèrie es va canviar a partir de la tercera temporada. En lloc de mostrar l' Enterprise que surt del Sistema Solar com a les dues primeres temporades, ara mostrava el vaixell que venia de la Via Làctia.

## Recepció

### Valoracions
Al final de la segona temporada, La nova generació s'havia convertit en la tercera sèrie més vista de la seva franja horària. "Evolució" va obrir la tercera temporada amb una puntuació de Nielsen 10,8 segons Nielsen Media Research. Aquests estaven entre la segona puntuació més baixa de la temporada, i només el 23è episodi, "Menage a Troi", amb una puntuació més baixa amb 9,1. Tot i que altres episodis van rebre puntuacions més altes de Nielsen, van ser classificats més baixos en comparació amb altres sèries en la mateixa franja horària. "L'aliança" va ocupar el sisè lloc, mentre que "El factor venjança" va ocupar el cinquè lloc. Després d'aquest últim, la sèrie va tornar a la 3a posició amb només caigudes ocasionals fins a la 4a posició. "L'Enterprise de lpassat" va ser el millor valorat, amb una puntuació de Nielsen d'11,9. Va ser l'episodi amb més puntuació des del vuitè episodi de la primera temporada, "Justícia" que es va emetre el 8 de novembre de 1987.

### Ressenyes
Keith DeCandido per a Tor.com va pensar que la tercera temporada va ser on la sèrie "realment es va posar en marxa".Va elogiar els canvis a la sèrie, com la modificació dels uniformes, i sobretot el nova personal de redacció que es va incorporar a la tripulació durant la tercera temporada. Va dir que alguns dels episodis eren els més destacats de la franquícia, no sols de La nova generació. Aquests episodis elogiats van ser "Els pecats del pare", "L'Enterprise del passat" i el primer episodi de "El bo i millor d'ambdós mons". Va pensar especialment que el final de temporada mai s'havia igualat a tota la franquícia. Va resumir la temporada dient que s'havia "solidificat TNG com un espectacle que finalment havia crescut de l'ombra de la seva predecessora i podria ser un programa de televisió realment excel·lent."
Michael Simpson en la seva ressenya del llançament de Blu-ray per a la revista SciFiNow va dir que la tercera temporada va ser on la sèrie "va trobar els seus peus". Va pensar que l'augment de la qualitat es va deure als canvis de redacció, com ara la incorporació de Piller, Echevarria i Moore. També va dir que era la temporada més consistent i memorable de la sèrie, i diversos episodis van ser una "lliçó objectiva d'una trama intel·ligent i de suspens". Richard Edwards a la seva ressenya per a SFX, va dir que va ser a la tercera temporada quan la "química realment va fer clic" entre el repartiment principal. La va comparar amb La sèrie original, dient que en aquesta temporada el programa va començar a "competir amb Kirk i companyia" pel mantell de l'encarnació definitiva de Trek". També va elogiar "L'Enterprise del passat", "Els pecats del pare" i "El bo i millor d'ambdós mons", anomenant aquest últim la història més gran de la sèrie. A la ressenya de Jeremy Conrad de la tercera temporada per a IGN, va dir que "L'Enterprise del passat" i la primera part d' "El bo i millor d'ambdós mons" van aixecar la temporada i "la van definir com la millor de totes les set".
El 2019, CBR va classificar la temporada 3 de Star Trek: la nova generació com la 16a millor temporada de totes les temporades de Star Trek fins aleshores.

### Reconeixements
"L'Enterprise del passat" va ser nominada en tres categories als Premis Emmy de 1990, guanyant-ne una com a millor edició de so per a una sèrie. "El déja Q" també va ser nominat en dues categories, però no va tenir èxit en cap de les dues. En total, la sèrie va ser nominada a nou premis, amb l'única altra victòria en la categoria de Direcció d'Art destacada per a una sèrie per "Els pecas del pare". "Lleialtat", "L'home de llauna" i "Recerques en el buit" van ser altres episodis nominats. Per segon any consecutiu, la sèrie va ser nominada en dues categories als Youth in Film Awards. Als premis de 1990, van ser per a la millor sèrie familiar fora de l'hora de màxima audiència i el millor actor jove en una sèrie familiar fora de la primera hora per a Wil Wheaton. Tanmateix, no va guanyar en cap de les categories.

## Repartiment

### Repartiment principal
- Patrick Stewart com a capità Jean-Luc Picard
- Jonathan Frakes com a comandant William Riker
- Brent Spiner com a tinent Cmdr. Data
- Gates McFadden com la Dra. (Cmdr.) Beverly Crusher
- LeVar Burton com a tinent Cmdr. Geordi La Forge
- Marina Sirtis com a consellera (Lt. Cmdr.) Deanna Troi
- Michael Dorn com a tinent Worf
- Wil Wheaton com a alferes en funcions Wesley Crusher (posteriorment va ser ascendit al rang d'alferes a l'episodi "Ménage à Troi")

### Repartiment recurrent
- Colm Meaney com a cap del transportista Miles O'Brien (11 episodis)
- Whoopi Goldberg com a Guinan (7 episodis)
- Andreas Katsulas com el comandant Tomalak (2 episodis)
- Julie Warner com a Christy Henshaw (2 episodis)

### Convidats
- Majel Barrett com a Lwaxana Troi (1 episodi)
- Charles Cooper com a K'mpec (1 episodi)
- Denise Crosby com a tinent. Tasha Yar (1 episodi)
- Elizabeth Dennehy com a tinent. Comandant Elizabeth Shelby (1 episodi)
- Susan Gibney com a Dr. Leah Brahms (1 episodi)
- Jennifer Hetrick com a Vash (1 episodi)
- John de Lancie com a Q (1 episodi)
- Mark Lenard com a Sarek (1 episodi)
- Patrick Massett com a Duras (1 episodi)
- Dwight Schultz com a tinent Reginald Barclay (1 episodi)
- Carel Struycken com a Mr. Homn (1 episodi)
- Tony Todd com a Kurn (1 episodi)

## Doblatge al català
La sèrie va ser doblada al català pels estudis Tramontana (primera part) i Soundtrack (segona part) i emesa a TV3 l’any 1991. Els dobladors de la temporada foren:
| Personatge      | Actor/actriu    | Veu en català            |
| --------------- | --------------- | ------------------------ |
| Jean-Luc Picard | Patrick Stewart | Joan Crosas              |
| William Riker   | Jonathan Frakes | Antoni Forteza           |
| Data            | Brent Spinner   | Joaquim Sota             |
| Geordi La Forge | LeVar Burton    | Aleix Estadella          |
| Worf            | Michael Dorn    | Enric Arquimbau          |
| Gates McFadden  | Beverly Crusher | Aurora Garcia            |
| Deanna Troi     | Marina Sirtis   | Victòria Pagès           |
| Wesley Crusher  | Will Wheaton    | Roger Pera               |
| Q               | John de Lancie  | Carles Sales             |
| Miles O'Brien   | Colm Meaney     | Joan Pera                |
| Guinan          | Whoopi Goldberg | Montserrat Garcia Sagués |

## Episodis
A la taula següent, els episodis estan llistats per l'ordre en què s'han emès.
| Núm. total | Núm. de la temporada | Títol                                                                 | Direcció           | Guió | Data d'emissió original | Codi de prod. | Nielsen rating |
| --- | -------------------- | --------------------------------------------------------------------- | ------------------ | --- | ----------------------- | ------------- | -------------- |
| 49 | 1                    | «Evolució»                                                            | Winrich Kolbe      | Història de : Michael Piller & Michael Wagner Guió de : Michael Piller                                                                  | 25 de setembre de 1989  | 150           | 10.8           |
| Els nanites escapen del laboratori de Wesley Crusher (Wil Wheaton) i formen una intel·ligència col·lectiva, que amenaça l' Enterprise. |                      |                                                                       |                    | |                         |               |                |
| 50 | 2                    | «Dots de comandament The Ensigns of Command»                          | Cliff Bole         | Melinda M. Snodgrass | 2 d'octubre de 1989     | 149           | Desconegut     |
| Data (Brent Spiner) ha de persuadir una colònia tossuda perquè evacuï la seva terra natal sota l'amenaça d'una raça poderosa i misteriosa. |                      |                                                                       |                    | |                         |               |                |
| 51 | 3                    | «Els supervivents The Survivors»                                      | Les Landau         | Michael Wagner | 9 d'octubre de 1989     | 151           | 9.6            |
| L' Enterprise investiga els dos últims supervivents d'un món aniquilat, ja que tota la superfície ha estat destruïda excepte la seva propietat. |                      |                                                                       |                    | |                         |               |                |
| 52 | 4                    | «Qui vigila als vigilants? Who Watches the Watchers»                  | Robert Wiemer      | Richard Manning & Hans Beimler | 16 d'octubre de 1989    | 152           | 9.6            |
| La consellera Deanna Troi (Marina Sirtis) i el comandant William Riker (Jonathan Frakes) han de rectificar el dany causat quan dos primitius de Mintaka III albiren l'equip d'observació de la Federació i finalment conclouen que el capità Jean-Luc Picard (Patrick Stewart) és un déu. Actor convidat Ray Wise.                        |                      |                                                                       |                    | |                         |               |                |
| 53 | 5                    | «L'aliança The Bonding»                                               | Winrich Kolbe      | Ronald D. Moore | 23 d'octubre de 1989    | 153           | 9.9            |
| Una entitat misteriosa busca consolar un nen que ha perdut la seva mare en un accident al seu planeta. |                      |                                                                       |                    | |                         |               |                |
| 54 | 6                    | «La trampa explosiva Booby Trap»                                      | Gabrielle Beaumont | Història de : Michael Wagner & Ron Roman Guió de : Ron Roman i Michael Piller & Richard Danus                                           | 30 d'octubre de 1989    | 154           | 11.0           |
| L' Enterprise és víctima d'una antiga trampa explosiva creada per atrapar naus estel·lars i esgotar-ne l'alimentació. Mentre intentava trobar una escapada, el tinent Geordi La Forge (LeVar Burton) s'enamora de la representació de l'holocoberta d'una consumada enginyera de la Federació Dr. Leah Brahms (Susan Gibney).             |                      |                                                                       |                    | |                         |               |                |
| 55 | 7                    | «L'enemic The Enemy»                                                  | David Carson       | David Kemper i Michael Piller | 6 de novembre de 1989   | 155           | 10.3           |
| Geordi La Forge està atrapat en un planeta dur amb un romulà hostil anomenat Bochra (John Snyder), però els dos han de treballar junts per sobreviure. |                      |                                                                       |                    | |                         |               |                |
| 56 | 8                    | «L'oferta The Price»                                                  | Robert Scheerer    | Hannah Louise Shearer | 13 de novembre de 1989  | 156           | 10.6           |
| Deanna Troi s'enamora d'un negociador carismàtic que pugna pels drets d'un forat de cuc. Però diversos grups diferents, inclosos els ferengi, són darrere del forat de cuc, ja que pot ser l'únic forat de cuc estable que existeix. |                      |                                                                       |                    | |                         |               |                |
| 57 | 9                    | «El factor venjança The Vengeance Factor»                             | Timothy Bond       | Sam Rolfe | 20 de novembre de 1989  | 157           | 9.7            |
| William Riker exposa un assassí decidit a dur a terme un antic feu de sang enmig de converses de pau crítiques amb una banda de merodedors nòmades. |                      |                                                                       |                    | |                         |               |                |
| 58 | 10                   | «El desertor The Defector»                                            | Robert Scheerer    | Ronald D. Moore | 1 de gener de 1990      | 158           | 10.5           |
| Decidit a evitar una guerra, un oficial romulà cau per advertir a la Federació dels plans d'invasió de l'Imperi. |                      |                                                                       |                    | |                         |               |                |
| 59 | 11                   | «Indesitjables The Hunted»                                            | Cliff Bole         | Robin Bernheim | 10 de gener de 1990     | 159           | 10.6           |
| Un soldat modificat genèticament revela els problemes socials d'un món que espera unir-se a la Federació. |                      |                                                                       |                    | |                         |               |                |
| 60 | 12                   | «Causa noble The High Ground»                                         | Gabrielle Beaumont | Melinda M. Snodgrass | 31 de gener de 1990     | 160           | 10.5           |
| La Dra. Beverly Crusher (Gates McFadden) és segrestada per terroristes que necessiten assistència mèdica ja que la tecnologia emprada en els seus atacs és perjudicial per a la seva pròpia salut. |                      |                                                                       |                    | |                         |               |                |
| 61 | 13                   | «El déja Q Deja Q»                                                    | Les Landau         | Richard Danus | 5 de febrer de 1990     | 161           | 11.3           |
| El Q Continuum desposseeix a Q (John De Lancie) dels seus poders i l'aboca a bord de l' Enterprise. |                      |                                                                       |                    | |                         |               |                |
| 62 | 14                   | «Una qüestió de perspectiva A Matter of Perspective»                  | Cliff Bole         | Ed Zuckerman | 12 de febrer de 1990    | 162           | 10.8           |
| El comandant Riker és acusat d'assassinat i l'holocoberta s'utilitza per reconstruir els esdeveniments des de diferents perspectives. |                      |                                                                       |                    | |                         |               |                |
| 63 | 15                   | «L'Enterprise del passat Yesterday's Enterprise»                      | David Carson       | Guió de : Ira Steven Behr & Richard Manning & Hans Beimler & Ronald D. Moore Història de : Trent Christopher Ganino & Eric A. Stillwell | 19 de febrer de 1990    | 163           | 11.9           |
| L'USS Enterprise-C arriba del passat provocant un canvi en la realitat i el retorn de la difunta Tasha Yar (Denise Crosby). |                      |                                                                       |                    | |                         |               |                |
| 64 | 16                   | «Descendència The Offspring»                                          | Jonathan Frakes    | René Echevarria | 12 de març de 1990      | 164           | 10.2           |
| Data crea una jove ginoide, Lal (Hallie Todd), que considera la seva filla. Però arriba un almirall de la Flota Estel·lar que demana que la treguin de l' Enterprise. |                      |                                                                       |                    | |                         |               |                |
| 65 | 17                   | «Els pecats del pare Sins of the Father»                              | Les Landau         | Història de : Drew Deighan Guió de : Ronald D. Moore & W. Reed Moran                                                                    | 19 de març de 1990      | 165           | 11.1           |
| El tinent Worf (Michael Dorn) intenta demostrar la innocència del seu pare després que l'Alt Consell Klíngon declari que el seu pare, mort fa temps, era un traïdor i havia traït un lloc avançat klíngon als romulans. |                      |                                                                       |                    | |                         |               |                |
| 66 | 18                   | «Lleialtat Allegiance»                                                | Winrich Kolbe      | Richard Manning & Hans Beimler | 26 de març de 1990      | 166           | 10.2           |
| Els extraterrestres segresten el capità Picard i el substitueixen per un duplicat que envia l' Enterprise a un pulsar. Mentrestant, el veritable Picard i tres captius més intenten escapar de la seva presó. |                      |                                                                       |                    | |                         |               |                |
| 67 | 19                   | «Les vacances del capità Captain's Holiday»                           | Chip Chalmers      | Ira Steven Behr | 2 d'abril de 1990       | 167           | 11.7           |
| El capità Picard està convençut de prendre una mica de permís de terra molt necessari a Risa, però es veu embolicat en la recerca del tresor d'una dona. |                      |                                                                       |                    | |                         |               |                |
| 68 | 20                   | «L'home de llauna Tin Man»                                            | Robert Scheerer    | Dennis Bailey & David Bischoff | 23 d'abril de 1990      | 168           | 10.2           |
| Un betazoide dotat a qui Deanna Troi va tractar una vegada com a pacient puja a bord per establir el primer contacte amb una nau desconeguda prop d'una estrella inestable abans que ho facin els romulans. |                      |                                                                       |                    | |                         |               |                |
| 69 | 21                   | «Recerques en el buit Hollow Pursuits»                                | Cliff Bole         | Sally Caves | 30 d'abril de 1990      | 169           | 9.8            |
| L'ús del tinent Reginald Barclay (Dwight Schultz) de l'holocoberta com a escapada interfereix amb les seves funcions. Mentrestant, l' Enterprise pateix misterioses i aleatòries disfuncions. |                      |                                                                       |                    | |                         |               |                |
| 70 | 22                   | «Les joguines més boniques The Most Toys»                             | Timothy Bond       | Shari Goodhartz | 7 de maig de 1990       | 170           | 10.3           |
| Kivas Fajo (Saul Rubinek), un col·leccionista obsessionat, està decidit a afegir Data a la seva col·lecció privada d'articles únics. |                      |                                                                       |                    | |                         |               |                |
| 71 | 23                   | «Sarek»                                                               | Les Landau         | Història de : Peter S. Beagle Guió de : Peter S. Beagle                                                                                 | 14 de maig de 1990      | 171           | 10.6           |
| L' Enterprise està afectada per un esclat de violència quan la visita el famós ambaixador de Vulcan, Sarek (Mark Lenard). Descobrint que Sarek pateix una malaltia incurable, el capità Picard ha de permetre una fusió mental amb ell perquè l'ambaixador pugui completar una darrera negociació vital entre la Federació i els legaran. |                      |                                                                       |                    | |                         |               |                |
| 72 | 24                   | «Ménage à Troi»                                                       | Robert Legato      | Fred Bronson & Susan Sackett | 28 de maig de 1990      | 172           | 9.1            |
| Els ferengi segresten la consellera Deanna Troi, Lwaxana Troi (Majel Barrett) i el comandant William Riker. |                      |                                                                       |                    | |                         |               |                |
| 73 | 25                   | «Transfiguracions Transfigurations»                                   | Tom Benko          | René Echevarria | 4 de juny de 1990       | 173           | 10.2           |
| L' Enterprise rescata un humanoide amb amnèsia i poders curatius increïbles. |                      |                                                                       |                    | |                         |               |                |
| 74 | 26                   | «El bo i millor d'ambdós mons Part 1 The Best of Both Worlds, Part I» | Cliff Bole         | Michael Piller | 18 de juny de 1990      | 174           | 10.1           |
| El capità Picard és segrestat pels Borg mentre comencen la seva invasió de l'espai de la Federació. L'any 1997, TV Guide va classificar aquest episodi número 70 a la seva llista dels 100 millors episodis. El 2009, es va traslladar al número 36..                                                                                     |                      |                                                                       |                    | |                         |               |                |

1. ↑  Acreditat com a Dennis Putman Bailey

## Estrena en mitjans domèstics
Els llançaments anteriors de Blu-ray de La nova generació han estat marcats per llançaments cinematogràfics d'un dia dels episodis escollits. Per a la tercera temporada, l'episodi de deixada en suspens es va emetre per primera vegada amb les dues parts de "El bo i millor d'ambdós mons" i es va mostrar als cinemes el 25 d'abril de 2013. L'episodi de dues parts també va rebre un llançament individual de Blu-ray que va coincidir amb els llançaments de la caixa de la tercera temporada.
| Star Trek: The Next Generation – Season 3 | |                            |                          |
| Detalls | Detalls | Continguts especials       | Continguts especials     |
| - 26 episodis - Conjunt de 7 discos - Relació d'aspecte 1,33:1 - Subtítols: danès, alemany, anglès, espanyol, francès, italià, holandès, noruec, suec, anglès per a persones amb discapacitat auditiva - Anglès (Dolby Digital 5.1 Surround), alemany, espanyol, francès i italià (Dolby Digital 2.0 Surround) | - 26 episodis - Conjunt de 7 discos - Relació d'aspecte 1,33:1 - Subtítols: danès, alemany, anglès, espanyol, francès, italià, holandès, noruec, suec, anglès per a persones amb discapacitat auditiva - Anglès (Dolby Digital 5.1 Surround), alemany, espanyol, francès i italià (Dolby Digital 2.0 Surround) | Special Features           | Special Features         |
| Dates de Llançament | |                            |                          |
| DVD | DVD | Blu-ray                    | Blu-ray                  |
| Regió 1 | Regió 2 | Estats Units (sense regió) | Regne Unit (sense regió) |
| 2 de juliol de 2002 16 d'abril de 2013 (re-estrenat) | 22 de juliol de 2002 22 de maig de 2006 (re-estrena) | 30 d'abril de 2013         | 29 d'abril de 2013       |